# Robert T. Moeller

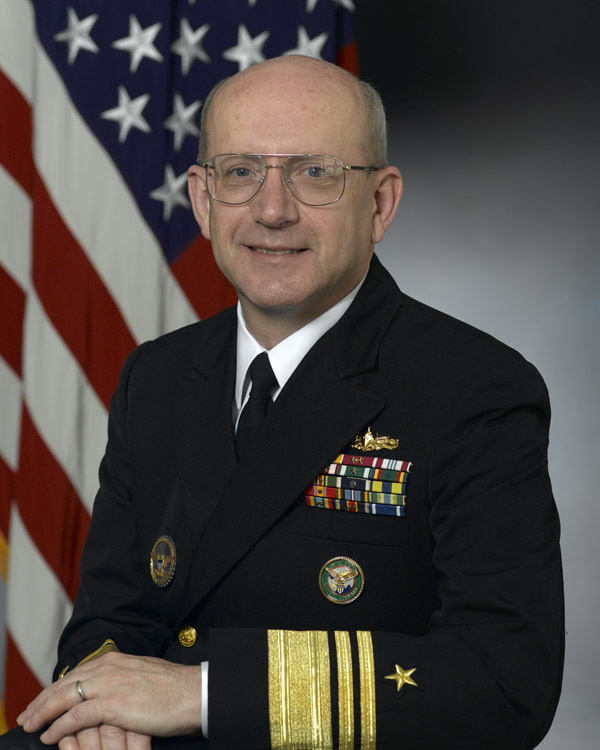
Robert T. Moeller

Robert T. Moeller (* 24. Februar 1951 in New Jersey; † 28. März 2011 in Washington, D.C.) war ein Vice Admiral der US Navy. Er war vom August 2007 bis zu seiner Pensionierung im April 2010 der stellvertretende Kommandeur für Militäroperationen des US Africa Command unter William E. Ward und führte zuvor seit Februar 2007 als ausführender Direktor die Aufbaukommandogruppe des neuaufgestellten US-Regionalkommandos.

## Militärische Laufbahn
Moeller graduierte 1974 an der University of Notre Dame und erhielt, da er während seines Studiums am Reserve-Officer-Training-Corps-Programm teilnahm, nach dem Abschluss sein Offizierspatent als Ensign. Anschließend wurde er zum Offizier für Überwasserkriegführung ausgebildet und diente in einer Vielzahl von Verwendungen.
Auf See war er wie folgt eingesetzt: Auf Albany diente er als Talos-Geschützoffizier; Kampfsystem- und Materialoffizier im Stab des Kommandeurs der Destroyer Squadron Thirty Six; Valley Forge als Recommissioning Engineer Officer; Belknap als Executive Officer (XO) und später als Kommandierender Offizier (CO); Port Royal als Kommandierender Offizier. Während seiner Kommandos über die Belknap nahm er an den Operationen Provide Comfort und Deny Flight teil. An Land diente Moeller u. a. als Kommandeur der Surface Warfare Officers School.

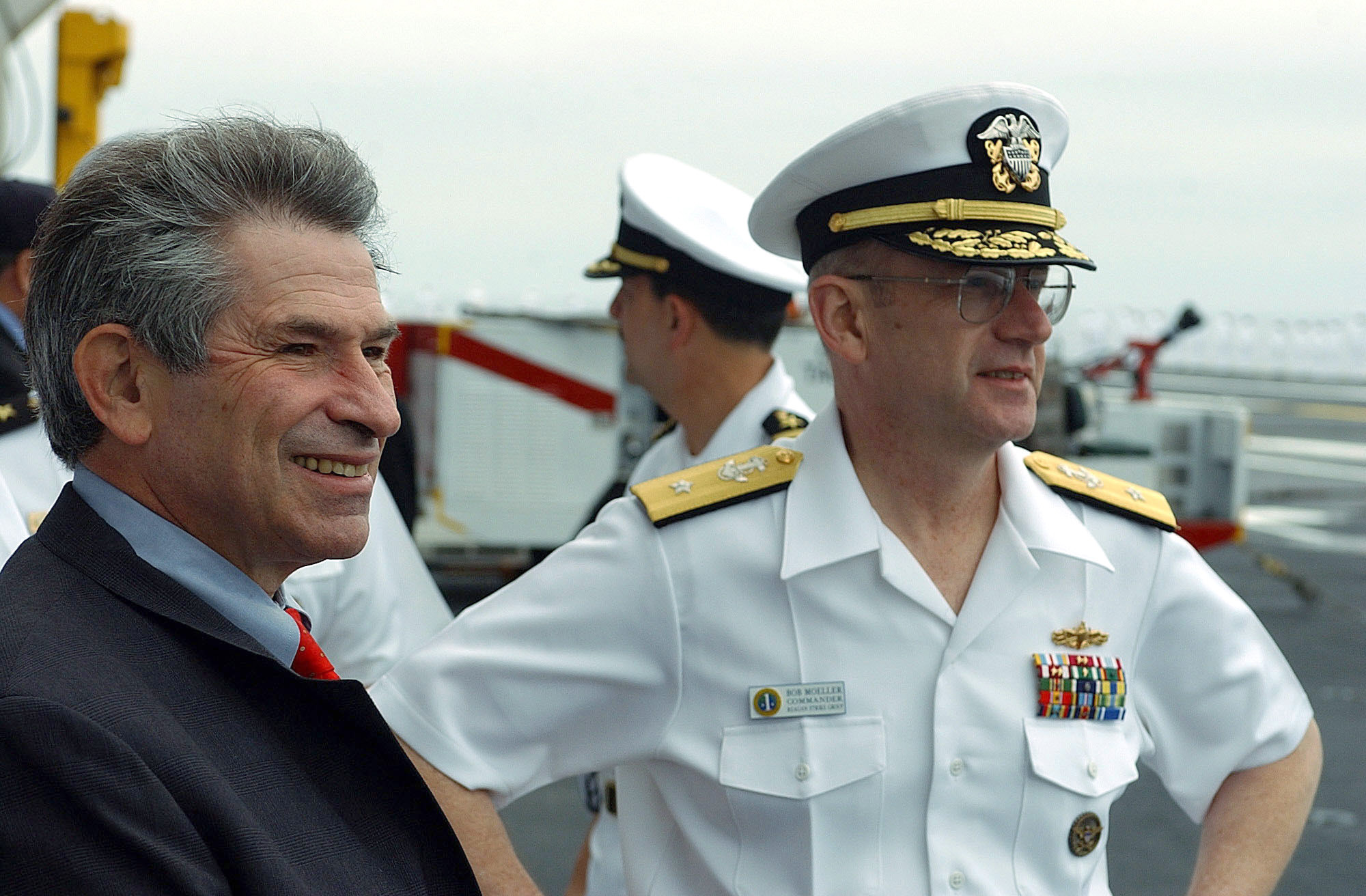
Robert T. Moeller mit Paul Wolfowitz, 2004.

1989 wurde Moeller für das Navy-Federal-Executive-Stipendium an der Brookings Institution ausgewählt. Er erwarb zudem einen Master of Arts in nationalen Sicherheitsstudien der Edmund A. Walsh School of Foreign Service der Georgetown University. Vom Mai 2001 bis zum August 2003 diente Moeller als stellvertretender Stabschef für Operationen, Planung, Richtlinien und Ausbildung und als Direktor für Operationen (J-3) im Stab des Kommandeurs der US-Pazifikflotte. Danach diente Moeller vom August 2003 bis zum August 2004 als Kommandeur der Cruiser Destroyer Group One und zugleich als Kommandeur der Flugzeugträgerkampfgruppe der Ronald Reagan. Nach diesem Kommando übernahm er im August 2004 den Posten des Direktors für Strategie, Planung und Richtlinien (J-5) des US Central Command. Diesen Posten hatte er bis zum Juli 2006 inne. Dann übernahm er den Posten des Sonderassistenten des Kommandeurs des US Central Command, unter General John Abizaid.
Im Februar 2007 veröffentlichte das Verteidigungsministerium der Vereinigten Staaten Pläne zur Aufstellung eines neuen regionalen US-Oberkommandos (Unified Combatant Command) für den afrikanischen Kontinent. Moeller führte vom Februar bis August 2007 als ausführender Direktor die Aufbaukommandogruppe des US Africa Command (AFRICOM), welche in den Kelley Barracks in Stuttgart unter dem US European Command tätig war. Im August erhielt Moeller die Beförderung zum Vice Admiral und den Posten des stellvertretenden Kommandeurs für Militäroperationen des AFRICOM unter William E. Ward.
Seine Auszeichnungen umfassen u. a. die Defense Superior Service Medal, das Legion of Merit mit zwei Goldsternen, die Defense Meritorious Service Medal, die Meritorious Service Medal mit zwei Goldsternen sowie die Navy and Marine Corps Commendation Medal mit einem Goldstern.